# 藤原春景
藤原 春景（ふじわら の はるかげ）は、平安時代前期の貴族。名は春影とも記される。藤原北家、右大臣・藤原氏宗の長男。官位は従四位上・式部大輔。

## 経歴
文章生を経て散位となる。貞観3年（861年）領渤海客使に任ぜられ、渤海国からの使節に対する慰問・接客役を務める（この時の位階は正六位上）。式部大丞を経て、貞観9年（867年）従五位下に叙爵し、民部少輔に任ぜられるが、まもなく備前介となり地方官に転じる。
陽成朝では、権左中弁・木工頭を務める傍ら、貞観19年（877年）正五位下、元慶3年（879年）従四位下と順調に昇進する。元慶4年（880年）蔵人頭に任ぜられるが、任に堪えず翌元慶5年（881年）辞任している。
仁和元年（885年）式部大輔の官職にあった際、郡司選考の上奏文の読み上げを務めている。

## 官歴
注記のないものは『日本三代実録』による。
- 時期不詳：正六位上
- 貞観3年（861年） 正月28日：領渤海客使、称但馬権介
- 時期不詳：式部大丞
- 貞観9年（867年） 正月7日：従五位下。2月11日：民部少輔。3月11日：備前介
- 時期不詳：従五位上。権左中弁。
- 貞観19年（877年） 11月21日：正五位下
- 時期不詳：木工頭
- 元慶3年（879年） 7月5日：装束司。11月25日：従四位下
- 元慶4年（880年） 2月：蔵人頭[4]
- 時期不詳：式部大輔
- 元慶5年（881年） 9月9日：辞蔵人頭[4]
- 仁和元年（885年）以降：従四位上[1]

## 系譜
『尊卑分脈』による。
- 父：藤原氏宗
- 母：菅原門守の娘
- 生母不詳の子女
  - 男子：藤原孝快